# N'dalatando
N'dalatando è una città dell'Angola, capoluogo della provincia di Cuanza Norte, con una popolazione di circa 45.295 abitanti. 
Amministrativamente è uno dei 36 comuni (comunas) della provincia ed appartiene al municipio di Cazengo.
È sede vescovile cattolica.